# Marathon (Nueva York)
Marathon es un pueblo ubicado en el condado de Cortland en el estado estadounidense de Nueva York. En el año 2000 tenía una población de 2.189 habitantes y una densidad poblacional de 33.8 personas por km².

## Demografía
Según la Oficina del Censo en 2000 los ingresos medios por hogar en la localidad eran de $34,274, y los ingresos medios por familia eran $40,379. Los hombres tenían unos ingresos medios de $29,781 frente a los $22,125 para las mujeres. La renta per cápita para la localidad era de $15,322. Alrededor del 10.9% de la población estaban por debajo del umbral de pobreza.